# توماس ويلر وليامز
توماس ويلر وليامز هو سياسي أمريكي، ولد في 28 سبتمبر 1789 في ستونينغتون في الولايات المتحدة، وتوفي في 31 ديسمبر 1874 في نيو لندن في الولايات المتحدة. انتخب عضو مجلس نواب كونيتيكت ‏ وانتخب عضو مجلس النواب الأمريكي ‏.